# 奧盧河

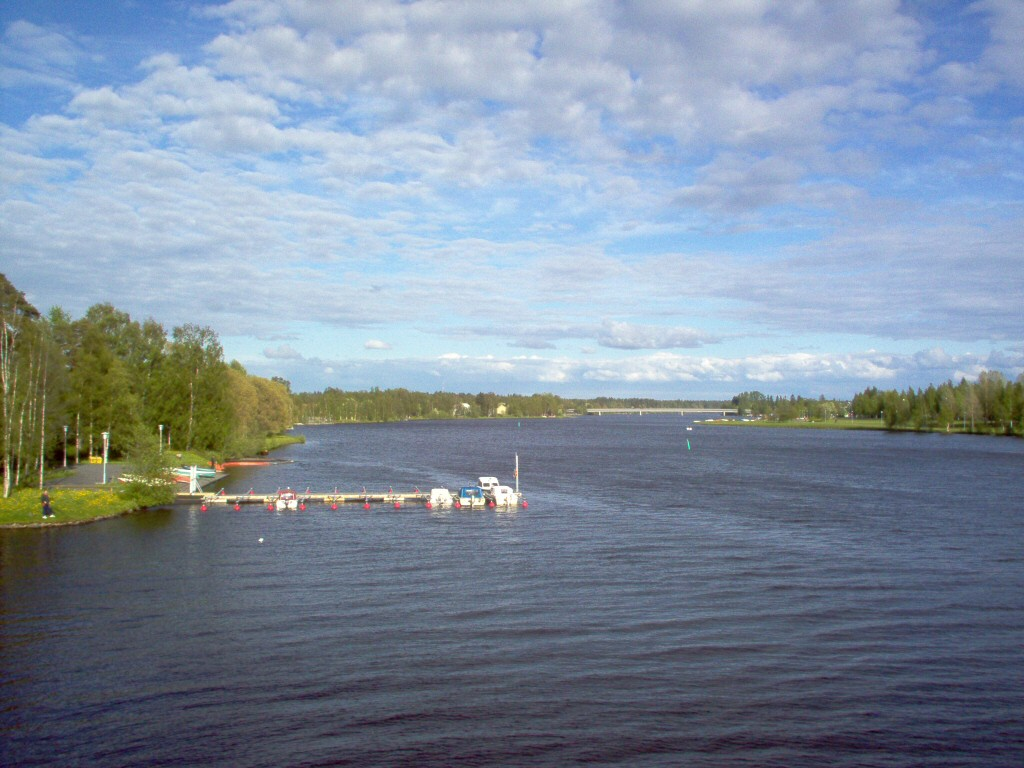
奧盧河

奧盧河 （芬蘭語：Oulujoki），是芬蘭北部的河流，河道全長107公里，流域面積22,900平方公里，發源自奧盧湖，最終注入波羅的海波的尼亞灣，河道上建有多座水力發電站。在木制造船业衰落之前，奥卢河曾是芬兰著名的焦油运输路线。